# Embraer E-Jet
Embraer E-Jet je serija ozkotrupnih reaktivnih potniških letal brazilskega proizvajalca  Embraer. Program so predstavili leta 1999 na Pariškem sejmu. V proizvodnjo je vstopil leta 2002 in postal velik komercialni uspeh. Letalo uporabljajo tako regionalni prevozniki kot velike letalske družbe.. Na bazi letala so izdelali tudi poslovno letalo Embraer Lineage 1000

## Načrtovanje in proizvodnja
Linija E-Jet sestoji iz dveh serij:  manjši E-170 in E-175 ter podaljšani E-190 in E-195 z močnejšim motorjem in večjim krilom. Vsa letalo imajo precej skupnih delov, identičen presek trupa, avioniko in pilotsko kabino. Za zmanjšpanje zračnega upora imajo zavihane konce kril - winglete.Z nizkohrupni motorji lahko operira z letališč v centru mesta, npr. letališče London City.
E-Jet sedijo 4 potnike v vrsti (2+2), kar je manj kot (3+3) pri Boeing 737 in Airbus A320

## Tehnične specifikacije
| Različica                 | E-170 (ERJ170-100)                                                                    | E-175 (ERJ170-200)                                                                    | E-190 (ERJ190-100)                                                                   | E-195 (ERJ190-200)                                                                   |
| ------------------------- | ------------------------------------------------------------------------------------- | ------------------------------------------------------------------------------------- | ------------------------------------------------------------------------------------ | ------------------------------------------------------------------------------------ |
| Posadka                   |                                                                                       |                                                                                       |                                                                                      |                                                                                      |
| Kapaciteta sedežev        | 80 (1-razred,) 78 (razred 70 (1-razred) 70 (2-razreda)                                | 88 (1-razred) 86 (1-razred) 78 (1-razred) 78 (2-razreda)                              | 114 (1-razred) 106 (1-razred) 98 (1-razred) 94 (2-razreda)                           | 122 (1-razred) 118 (1-razred) 108 (1-razred) 106 (2-razreda)                         |
| Dolžina                   | 29,90 m (98 ft 1 in)                                                                  | 31,68 m (103 ft 11 in)                                                                | 36,24 m (118 ft 11 in)                                                               | 38,65 m (126 ft 10 in)                                                               |
| Razpon kril               | 26,00 m (85 ft 4 in)                                                                  | 26,00 m (85 ft 4 in)                                                                  | 28,72 m (94 ft 3 in)                                                                 | 28,72 m (94 ft 3 in)                                                                 |
| Višina                    | 9,67 m (32 ft 4 in)                                                                   | 9,67 m (32 ft 4 in)                                                                   | 10,28 m (34 ft 7 in)                                                                 | 10,28 m (34 ft 7 in)                                                                 |
| Masa praznega letala      | 21.140 kg (46.610 lb)                                                                 | 21.810 kg (48.080 lb)                                                                 | 28.080 kg (61.910 lb)                                                                | 28.970 kg (63.870 lb)                                                                |
| Največćja vzletna teža    | 35.990 kg (79.340 lb) (STD) 37.200 kg (82.000 lb) (LR) 38.600 kg (85.100 lb) (AR)     | 37.500 kg (82.700 lb) (STD) 38.790 kg (85.520 lb) (LR) 40.370 kg (89.000 lb) (AR)     | 47.790 kg (105.360 lb) (STD) 50.300 kg (110.900 lb) (LR) 51.800 kg (114.200 lb) (AR) | 48.790 kg (107.560 lb) (STD) 50.790 kg (111.970 lb) (LR) 52.290 kg (115.280 lb) (AR) |
| Največji tovor            | 9.100 kg (20.100 lb) (STD&LR) 9.840 kg (21.690 lb) (AR)                               | 10.080 kg (22.220 lb) (STD&LR) 10.360 kg (22.840 lb) (AR)                             | 13.080 kg (28.840 lb)                                                                | 13.650 kg (30.090 lb)                                                                |
| Vzletna razdalja pri MTOW | 1.644 m (5.394 ft)                                                                    | 2.244 m (7.362 ft)                                                                    | 2.056 m (6.745 ft)                                                                   | 2.179 m (7.149 ft)                                                                   |
| Motorji                   | 2× GE CF34-8E turbofan 61,4 kN (13.800 lbf) vsak 63,2 kN (14.200 lbf) APR thrust each | 2× GE CF34-8E turbofan 61,4 kN (13.800 lbf) vsak 63,2 kN (14.200 lbf) APR thrust each | 2× GE CF34-10E turbofan 82,3 kN (18.500 lbf) vsak 89 kN (20.000 lbf)                 | 2× GE CF34-10E turbofan 82,3 kN (18.500 lbf) vsak 89 kN (20.000 lbf)                 |
| Maks. hitrost             | 890 km/h (481 kn, Mach 0,82)                                                          | 890 km/h (481 kn, Mach 0,82)                                                          | 890 km/h (481 kn, Mach 0,82)                                                         | 890 km/h (481 kn, Mach 0,82)                                                         |
| Dolet                     | STD: 3.334 km (1.800 nmi) LR: 3.889 km (2.100 nmi) AR: 3.892 km (2.102 nmi)           | STD: 3.334 km (1.800 nmi) LR: 3.889 km (2.100 nmi) AR: 3.706 km (2.001 nmi)           | STD: 3.334 km (1.800 nmi) LR: 4.260 km (2.300 nmi) AR: 4.448 km (2.402 nmi)          | STD: 2.593 km (1.400 nmi) LR: 3.334 km (1.800 nmi) AR: 4.077 km (2.201 nmi)          |
| Količina goriva           | 9.335 kg (20.580 lb)                                                                  | 9.335 kg (20.580 lb)                                                                  | 12.971 kg (28.596 lb)                                                                | 12.971 kg (28.596 lb)                                                                |
| Največja višina leta      | 41.000 ft (12.500 m)                                                                  | 41.000 ft (12.500 m)                                                                  | 41.000 ft (12.500 m)                                                                 | 41.000 ft (12.500 m)                                                                 |
| Razmerja potisk/teža      | 0,42:1                                                                                | 0,39:1                                                                                | 0,41:1                                                                               | 0,39:1                                                                               |

Viri: Embraer E-jet